# Глен, Джон
Джон Глен (род. 15 мая 1932, Санбери-он-Темз, Спелторн, Суррей, Великобритания) — британский кинорежиссёр и монтажёр. Наиболее известен как режиссёр пяти фильмов о Джеймсе Бонде.

## Биография
Джон Глен начал свою карьеру в кинематографии в качестве посыльного в 1945 году. К концу 1940-х годов он занимался в студии Шеппертон монтажем изображения и звука, работая над фильмами продюсера Александра Корда (например, «Третий человек» (1949). В 1961 году он дебютировал в качестве главного монтажера в серии документальных фильмов под названием Chemistry For Six Forms. Его режиссёрский дебют состоялся в телесериале «Человек в чемодане» в 1968 году.
В 1960-х и 1970-х годах Джон работал в качестве монтажёра и помощника режиссёра в таких фильмами, как «Супермен» (1978) и «Дикие гуси» (1978); также он принимал участие в создании трёх фильмов о Джеймсе Бонде: «На секретной службе Её Величества» (1969), «Шпион, который меня любил» (1977) и «Лунный гонщик» (1979). После выхода «Лунного гонщика» он стал главным режиссёром фильмов о Бонде, срежиссировав все пять фильмов 80-х. Таким образом, он до сих пор удерживает рекорд, сняв наибольшее количестве фильмов этой франшизы (на один больше, чем Гай Хэмилтон):
- 1981 — Только для твоих глаз
- 1983 — Осьминожка
- 1985 — Вид на убийство
- 1987 — Искры из глаз
- 1989 — Лицензия на убийство

После фильмов о Джеймсе Бонде Глен продолжал заниматься режиссурой. Он снял такие фильмы, как «Христофор Колумб: Завоевание Америки» (1992) и «Безликий» (2001). Он также снимал эпизоды научно-фантастического телесериала «Космический полицейский участок» (1994—95). В 2001 году опубликовал мемуары.

## Режиссёрский стиль
Фильмы Глена содержат повторяющиеся мотивы в виде испуганного голубя; это особенно заметно в его пяти фильмах о Джеймсе Бонде.
Глен часто использует одних и тех же актёров в своих фильмах. В автобиографии он писал, что хотел снять Тимоти Далтона в фильме «Христофор Колумб: Завоевание Америки», но Далтон покинул проект, прежде чем за него взялся Джон; после съёмок в фильме «Лицензия на убийство» Далтон дал понять Глену, что больше не хочет с ним работать. Несколько других актёров из срежиссированных фильмов Глена о Бонде появляются в фильме «Христофор Колумб: Завоевание Америки»; среди них Роберт Дави, Бенисио Дель Торо, Майкл Готард и Найджел Терри.

## Фильмография

### Режиссёр
- 1981 — Только для твоих глаз / For Your Eyes Only
- 1983 — Осьминожка / Octopussy
- 1985 — Вид на убийство / A View to a Kill
- 1987 — Искры из глаз / The Living Daylights
- 1989 — Лицензия на убийство / Licence to Kill
- 1990 — Разноцветный флаг / Checkered Flag
- 1992 — Железный орёл 3: Асы / Aces: Iron Eagle III
- 1992 — Христофор Колумб: Завоевание Америки / Christopher Columbus: The Discovery
- 2001 — Безликий / The Point Men

### Монтажёр
- 1968 — Детская любовь[англ.] / Baby Love
- 1969 — На секретной службе Её Величества / On Her Majesty’s Secret Service
- 1971 — Война Мёрфи / Murphy’s War
- 1972 — Чтиво / Pulp
- 1972 — Сидячая цель[англ.] / Sitting Target
- 1973 — Кукольный дом / A Doll’s House
- 1974 — Золото / Gold
- 1974 — Мёртвый фаворит / Dead Cert
- 1975 — Недостойное поведение / Conduct Unbecoming
- 1977 — Шпион, который меня любил / The Spy Who Loved Me
- 1977 — Семь ночей в Японии / Seven Nights in Japan
- 1978 — Дикие гуси / The Wild Geese
- 1978 — Лунный гонщик / Moonraker
- 1980 — Морские волки / The Sea Wolves